# Aeroportul Hornafjörður
Aeroportul Hornafjörður (IATA: HFN, ICAO: BIHN) este un aeroport din Höfn⁠(d), Southern Region⁠(d), Islanda ce deservește zona Höfn í Hornafirði⁠(d). Aeroportul a fost tranzitat în 2019 de 10.005 pasageri.
Situat la o altitudine de 7 m, aeroportul dispune de o singură pistă. Este operat de Isavia⁠(d).